# Новое Аксубаево
 Новое Аксубаево  (чув. Çӗнӗ Аксу) — село в Аксубаевском районе Татарстана. Административный центр Новоаксубаевского сельского поселения.

## География
Находится в южной части Татарстана на расстоянии приблизительно 4 км на восток по прямой от районного центра поселка Аксубаево у речки Кисинка.

## История
Основано не позднее второй половины XVIII века. Упоминается также как Малое Аксубаево.

## Население
Постоянных жителей было: в 1782 — 43 души муж. пола; в 1859—781, в 1897—834, в 1908—811, в 1920—820, в 1926—686, в 1938—609, в 1949—649, в 1958—548, в 1970—642, в 1979—630, в 1989—421, в 2002 году 397 (чуваши 95 %), в 2010 году 427.